# Małgorzata (hrabina Blois)
Małgorzata de Blois (ur. 1170–1230) – hrabina Burgundii w latach 1190-1208, hrabina Blois i Châteaudun od 1218, córka hrabiego Tybalda V oraz Alicji Francuskiej, córki króla Francji Ludwika VII oraz Eleonory Akwitańskiej. Po śmierci swego drugiego męża, który zginął zamordowany w 1200 w Besançon, rządziła przez kilka lat hrabstwem Burgundii w imieniu swych małoletnich córek. W 1208 władzę w hrabstwie przekazała swemu zięciowi. Hrabiną Blois została po bezdzietnej śmierci swego bratanka, Tybalda VI, który był ostatnim męskim przedstawicielem dynastii Blois.
Małgorzata trzykrotnie wychodziła za mąż. Jej mężami byli kolejno:
- Hugo III z Oisy, kasztelan Cambrai (zm. przed 1190);
- Otto I Hohenstauf, hrabia-palatyn Burgundii, czwarty syn Fryderyka Barbarossy, (ur. 1170, zm. w 1200). Mieli razem dwie córki:
  - Joanna I (1191-1205), hrabina Burgundii 1200-1205;
  - Beatrycze II (zm. 7 maja 1231), hrabina Burgundii 1205-1231, od 1208 żona księcia Meranii Ottona I (zm. 7 maja 1234);
- Walter d’Avesnes, z którym miała trójkę dzieci:
  - Theobald, zmarł w dzieciństwie;
  - Maria d’Avesnes (zm. 1241), hrabina Blois 1231–1241, wyszła za Hugo de Châtillon, hrabiego Saint-Pol (1196–1248). Mieli pięcioro dzieci, od nich wywodzi się rządząca do końca XIV wieku w Blois linia rodu Châtillon;
  - Izabela, wyszła za Jana z Oisy.